# 中央アメリカ陸上競技連盟
中央アメリカ陸上競技連盟（ちゅうおうアメリカりくじょうきょうぎれんめい、西:Confederación Atlética del Istmo Centroamericano）は中央アメリカ地域における国際陸上競技の地域連盟。略称はCADICA。1964年設立。

## 加盟国
- ベリーズ
- コスタリカ
- エルサルバドル
- グアテマラ
- ホンジュラス
- ニカラグア
- パナマ

## 主催大会
- 中央アメリカ陸上競技選手権大会（英語版）
- 中央アメリカジュニア・ユース陸上競技選手権大会（英語版）
- 中央アメリカクロスカントリー選手権大会（英語版）
- 中央アメリカ競歩選手権大会（英語版）
- 中央アメリカエイジグループ陸上競技選手権大会（英語版）